# NGC 7653
NGC 7653 este o liner situată în constelația Pegas. A fost descoperită în 2 noiembrie 1823 de către John Herschel. Se află la o distanță de 60,32 de megaparseci de Pământ.